# Activitate paranormală
Activitate paranormală este un film american din 2007 scris si regizat de Oren Peli . Ideea centrală a filmului este un cuplu tânăr, Katie și Micah, care sunt bântuiți de o entitate supranaturală în casa lor. Filmarea are loc din perspectiva celor doi, aceștia folosesc o cameră cu ajutorul căreia înregistrează evenimentele anormale, încercând să afle ce anume îi bântuie. Chiar dacă filmul urmează un scenariu tipic filmului artistic, multe dintre întâmplările din film sunt bazate pe întâmplări adevărate, despre care regizorul afirmă că s-a documentat și le-a introdus în povestea filmului .
La origine realizat ca un film independent pentru un festival de film din 2007, producția a fost cumpărată de Paramount Pictures și modificată, în special finalul filmului. Inițial a fost lansat doar în Statele Unite, pe 25 septembrie 2009, iar mai târziu la nivel internațional, pe 16 octombrie 2009. Filmul a avut parte de încasări de 108 de milioane de dolari în cinematografele din Statele Unite, dar și 194 de milioane de dolari în cinematografele din întreaga lume, făcându-l cel mai profitabil film realizat vreodată, raportat la investiția inițială.
Un al doilea film din serie a fost lansat pe 22 octombrie 2010, Activitate paranormală 2. Acesta a fost și el urmat de altă lansare, Activitate paranormală 3 pe 21 octombrie 2011. Acestea două spun începutul întâmplărilor, fiind două prologuri ale primului film. Pe 19 octombrie 2012, a fost lansată Activitate paranormală 4, fiind o continuare a evenimentelor din primele două filme. Se așteaptă lansarea filmului Activitate paranormală 5 pe 25 octombrie 2013.